# X (社交網路服務)
X，前稱Twitter，是美國X公司營運的一個社交網路服務。它是全球頂尖的社交媒體平台之一，也是世界上第5大訪問量最高的網站。用戶可以發布文字消息、圖片和影片，並通過點讚和轉發來互動。X 還提供了直接訊息、視頻和音頻通話、書籤、列表、社區、聊天機器人和社交音頻功能Spaces等多種功能。
Twitter由傑克·多西、諾阿·格拉斯、比茲·斯通和埃文·威廉姆斯於2006年3月創立。2022年，Twitter被伊隆·馬斯克收購，隨後在2023年7月重新將品牌名稱改為X。儘管X與Twitter相似，但它新增了長篇文字、帳戶變現、音視頻通話、與xAI的Grok聊天機器人整合、求職功能和付費驗證等功能，不同於Twitter基於粉絲數的驗證系統。它缺少Circles、NFT個人資料圖片和個人資料中的代詞等功能。馬斯克計劃將X打造成類似WeChat的「一站式應用程序」。
自品牌重塑以來，X的運作面臨不少爭議，例如推特檔案的發布、記者帳號停權、將媒體機構標籤為「國家附屬」並限制其可見度等情況引發了廣泛批評。同時，X持續存在錯誤資訊、仇恨言論和反猶太主義等問題。為了應對這些指控，X公司對美國媒體事務公司和反數位仇恨中心等非營利組織採取了法律行動。

## 歷史

### Twitter被收购之前
X的前身Twitter的最早前身为Odeo播客平台，成立于2005年，创立者是诺阿·格拉斯。2006年正式更名为Twitter（推特），之后推特的使用者越来越多，用户群体不断壮大。

### Twitter的收購
|           | Elon Musk | Twitter的logo，一个风格化的小蓝鸟 |
| @elonmusk |           | Twitter的logo，一个风格化的小蓝鸟 |

I made an offer
https://sec.gov/Archives/edgar...
2022年4月14日

2022年4月14日，美国企业家伊隆·马斯克提议以430亿美元的价格收購社交媒体公司推特（Twitter）。在此之前，马斯克便以26.4亿美元的价格收购了推特公司9.1%的股份。在马斯克意图收购推特公司之前，他曾接受推特公司的邀请而加入其董事会。为了应对马斯克的收购提议，推特董事会宣布启动“毒丸计划”，批准股东们在发生恶意收购时购买额外的股票。4月25日，推特公司宣布決定接受马斯克的收购提议。7月8日，马斯克一度宣布取消收购提议。10月3日，马斯克向推特表示计划按此前协议的原报价收购推特公司。10月27日，马斯克完成以440亿美元将推特私有化的交易。

### 收購後的經營
2023年7月23日，馬斯克宣布推出X並取代Twitter，這一過程始於將X.com域名（之前與PayPal相關）重定向到Twitter。次日，標誌由小鳥變為X，平台的主帳號和相關帳號也在帳號名稱中使用字母X。@x帳號原由攝影師Gene X Hwang擁有，他在2007年註冊此帳號。Hwang表示願意出售此帳號，但在2023年7月25日收到郵件通知公司將接管此帳號。他獲得了一些X周邊商品和與公司領導會面的機會，但沒有財務補償。到了7月27日，Android應用程式在Google Play上的名稱和圖標更改為X；7月31日，App Store也同樣進行更改，而且Apple破例允許應用名稱字符數能夠小於2。此時，網頁版的一些Twitter品牌元素被移除，包括將「推文」（tweets）改為「貼文」（posts）。
這次重新品牌化被認為不尋常，因為Twitter的品牌在全球範圍內已經非常強大，「推文」（tweets）一詞已成為日常用語。而這樣的動作受到了批評，認為其名稱和標誌的商標性較弱：美國有近900家擁有「X」商標的公司，包括Meta Platforms擁有的與社交媒體相關的標誌。X標誌使用黑板粗體字「X」，這個字符自1970年代以來一直出現在數學教科書中，並在Unicode中編號為U+1D54F 𝕏 MATHEMATICAL DOUBLE-STRUCK CAPITAL X。
重新品牌化幾天後，美聯社格式手冊進行更新，建議記者將該平台稱為「X，前稱Twitter」（X, formerly known as Twitter）。2023年9月，廣告時代引用哈里斯民意調查指出，X的重新品牌化並未廣泛普及，大多數用戶和知名品牌仍稱其為「Twitter」。
2024年5月17日，X的網址正式從twitter.com更改為x.com。

## 外观与功能

### 帖子
帖子默认公开可见，但发布者也可仅允许其关注者查看帖子。用户可将不想与之互动的用户静音，封锁账户以阻止其查看自己的帖子，或将账户从关注者列表中删除。用户可以通过X网站以及兼容的外部应用程序发布消息，在某些国家还可使用短信（SMS）来在X上发布消息。用户可通过“关注”功能订阅其他用户的帖子，订阅者被称为“关注者”。用户可将其他人的帖子转发到自己的动态上，该功能被称为“转帖”；此外还有“引用”功能，该功能允许用户将他人的帖子嵌入在自己的帖子中，并可在自己的帖子中添加评论。用户还可以“喜欢”单个帖子。
用户可以通过使用主题标签（以“#”符号开头的词语）将帖子按话题或类型分组。同样，在“@”符号后加上用户名可以提及或回复其他用户。Hashflags是特殊的主题标签，会在一定时间内自动在旁边生成一个emoji表情符号。Hashflags可以由X公司生成，也可以由企业购买。用户可在发送帖子之前选择谁可以回复他的每个帖子，选项包括：任何人、发布者关注的账户、已认证账户、被提及的账户。用户也可以在发帖后可隐藏对其帖子的回复。

### X Hiring
X提供一项名为“X Hiring”的职位搜索功能，用户可以按关键字或地点搜索职位，并可以按地点类型、资历要求、就业类型和公司过滤搜索结果。用户还可在自己的时间轴上获得个人化的工作推荐。

### Grok
现版本为Grok2，一个AI助手，可以帮助完成撰写电子邮件、回答问题和安排食谱等日常任务；利用全新的图像生成功能，生成令人惊叹的视觉效果；获取 X 的独家最新消息和热门话题；优化代码编写，询问编程问题或帮助学习新的概念等强大的功能。

### Premium
分为premium和premium+，其中premium+可以全免广告。
- 订阅价格：
- premium：7美元/月，84美元/年。
- premium+：14美元/月，168美元/年。

## 争议

### 上传作品的著作权
2024年10月17日，X修改了其用戶隱私條款，規定用戶上傳的內容將默認授權AI進行學習和訓練，該變更於11月15日生效。根據新條款，所有上傳的圖片和文本均視為同意授權，無需用戶進行額外確認。在11月15日之前，X的用戶可透過帳號隱私設定內的「資料分享和個人化」，自行選擇是否同意將貼文以及與Grok的互動結果作為AI訓練用途。但自2024年11月15日後，此選項已不再提供。此變動引發了廣泛爭議，特別是在創作者社群中，許多人擔憂其作品將被無償用於AI模型的訓練，進而影響他們的創作權益。
與此同時，Bluesky傳出在短短12小時內用戶增長超過10萬，並以每秒10名新用戶的速度持續增長的消息。因應這一情況，不少創作者已對其粉絲宣佈，將終止在X上的帳號經營，並轉向其他適合發布作品的社交平台。

### 马斯克的政治利用
马斯克收购Twitter之后，在2022年11月解封了先前在国会山骚乱之后被永久封禁的唐纳德·特朗普的账号。
2024年7月，賀錦麗成为民主党总统候选人后，她的X账号被发现受到限制，用户被阻止关注她的账号。受到关注后X恢复了贺锦丽的账号，但没有做出回应。
2024年美国大选期间，马斯克公开支持特朗普。英国NGO打击数字仇恨中心分析，马斯克在7月13日至10月25日期间发布了746条关于大选的帖子，其总浏览量达到170亿次，超过了X平台上同期政治广告总浏览量的两倍，其中有大量帖子涉及不实信息。比如，马斯克主张“民主党大量输入移民，以增加其支持者”，这一说法遭到NBC、BBC等媒体的反驳。
尽管有用户试图使用“社群笔记”功能来对马斯克、特朗普发布的帖子作出纠正，但往往被判定为“用处不大”而不被显示。
英国《卫报》宣布不再使用其X账号发布信息，认为这一平台“有害”（toxic）。
大选之后，随着马斯克获得特朗普的重用，也有更多人选择离开X，转而使用其他社交媒体。仅在11月14日一天，Bluesky就增加了100万用户，创下其最快增长记录。
2025年1月10日，有一名自称持有 H1B 签证的前 X（前 Twitter）员工在个人博客上爆料，称马斯克收购Twitter后修改了推送算法的运作方式，将支持特朗普和右翼的帖子推到人们推送的顶部，并提升了一些左翼对民主党的批评，用以在2024美国大选中支持共和党候选人川普。博客上还提到，马斯克使用名为 Grok 和 Eliza 的高级人工智能系统创建了数千个虚假账户。并利用审核工具压制平台上的异议人士。除了美国，马斯克还在干预德国和其他欧洲国家的选举。

## 備註
1. ↑  該標誌類似於數學符號U+1D54F 𝕏 MATHEMATICAL DOUBLE-STRUCK CAPITAL X[1][2]。
2. ↑  無需註冊即可查看透過直接連結訪問的單個貼文（不包括回覆或上層貼文的回覆）或瀏覽某些帳號的熱門貼文。

## 進階閱讀
- Isaac, Mike; Hirsch, Lauren; Das, Anupreeta. . The New York Times. May 6, 2022  [February 28, 2023]. ISSN 0362-4331. （原始内容存档于October 29, 2022）.